# Məlikkənd
Məlikkənd è un comune dell'Azerbaigian situato nel distretto di Göyçay. Conta una popolazione di 1 055 abitanti.